# Durna Szczerbinka
Durna Szczerbinka (słow. Pyšná štrbina) – drobna przełęcz w Durnej Grani w słowackiej części Tatr Wysokich. Jest pierwszym od góry siodłem w tej grani i oddziela Durną Czubkę na południu od kopuły szczytowej Durnego Szczytu na północy.
Przełęcz jest wyłączona z ruchu turystycznego. Zachodnie stoki Durnej Szczerbinki opadają do Spiskiego Kotła, natomiast wschodnie do Klimkowego Żlebu – dwóch odgałęzień Doliny Małej Zimnej Wody i jej górnego piętra, Doliny Pięciu Stawów Spiskich. Najdogodniejsza droga dla taterników prowadzi na siodło od Durnej Przełęczy przez wierzchołek Durnego Szczytu.
Pierwsze wejścia:
- letnie – Jan Fischer, Michał Siedlecki, przewodnicy Klemens Bachleda i Józef Gąsienica Gładczan, 24 sierpnia 1893 r.,
- zimowe – Wanda Czarnocka i Adam Karpiński, 27 grudnia 1924 r.[2]